# كارل سينيور
كارل سينيور (بالإنجليزية: Karl Senior)‏ (3 سبتمبر 1972 في المملكة المتحدة - ) هو لاعب كرة قدم بريطاني في مركز الوسط. لعب مع نادي تشستر سيتي ونورثويتش فيكتوريا.